# Bútio-rabo-canela

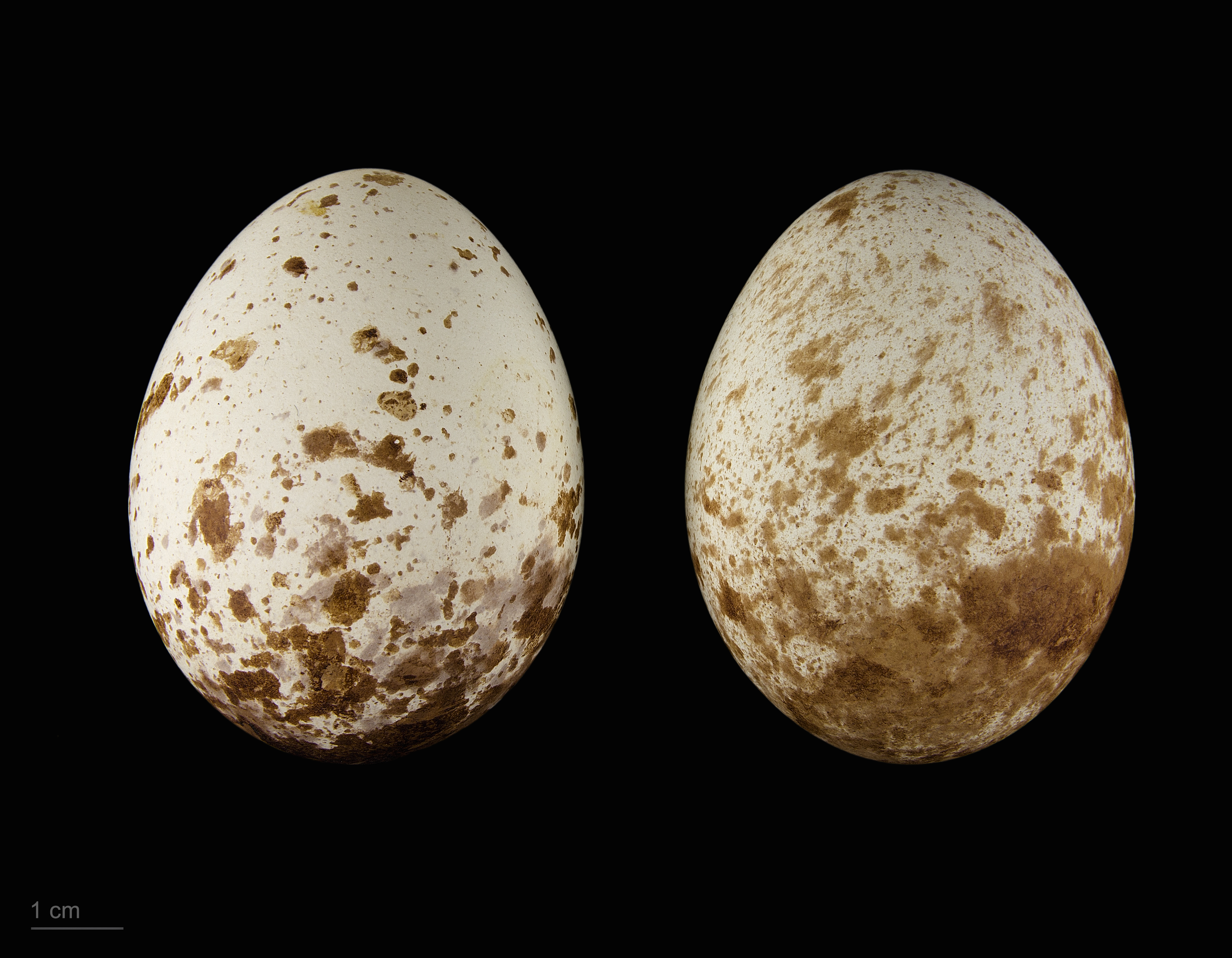
Buteo rufinus cirtensis - MHNT

O bútio-rabo-canela, também bútio-de-pernas-longas, bútio-mouro ou bútio-mourisco (Buteo rufinus) é uma ave pertencente à família Accipitridae.